# Radomno
Radomno – wieś w Polsce, położona w województwie warmińsko-mazurskim, w powiecie nowomiejskim, w gminie Nowe Miasto Lubawskie.
W latach 1975–1998 wieś administracyjnie należała do województwa toruńskiego.
Wokół wsi wije się Struga Radomno, mająca swój początek w jeziorze Radomno, a uchodząca do Drwęcy.

## Integralne części wsi
| SIMC    | Nazwa      | Rodzaj    |
| ------- | ---------- | --------- |
| 1045803 | Ostrzywilk | część wsi |
| 0847297 | Tabory     | część wsi |
| 1046079 | Werder     | część wsi |

## Historia
Dawna wieś szlachecka, założona najprawdopodobniej jeszcze przed okresem krzyżackim. Po raz pierwszy w dokumentach wymieniana jest w roku 1402, kiedy to wymieniany jest rycerz Łukasz z Radomna, syn Olbrachta. We wsi znajdował się kościół, bowiem w czasie wojny w 1414 r. został spalony. W tym czasie wieś miała 69 włók i 25 domów. W 1667 mieszkało we wsi 36 rodzin oraz funkcjonowała szkoła. Nowy kościół wybudowano w 1702 r. W późniejszym okresie został zniszczony i w 1904 r. odbudowany w stylu neogotyckim. Jeden z dzwonów kościelnych pochodzi z 1515 r. Około 1730 r. bp Kretkowski oddał kościół w Chroślu pod opiekę proboszczowi z Radomna. W 1767 r. wieś zamieszkiwało 1879 osób, a w roku 1887 już 2013 osób. W tym czasie obszar wsi wynosił 1371 ha.
W listopadzie 1906 r. w miejscowej szkole elementarnej odbył się strajk dzieci przeciwko nauczaniu religii w języku niemieckim trwający tylko trzy dni. Z uczestników strajku znane są nazwiska następujących dzieci: Orzechowski, Wójcik, Dziuk, T. Granica. Strajk był elementem znacznie większej akcji biernego oporu wobec pruskich władz szkolnych, która na przełomie 1906 i 1907 r. objęła ponad 460 (!) szkół w prowincji Prusy Zachodnie, czyli przedrozbiorowe Pomorze Gdańskie, Powiśle, ziemię chełmińską i ziemię lubawską oraz część Krajny. Inspiracją dla strajków pomorskich były wcześniejsze działania dzieci w prowincji wielkopolskiej, ze słynnym strajkiem we Wrześni (1901) na czele.
W okresie międzywojennym w miejscowości stacjonowała placówka Straży Celnej „Radomno Wybudowanie”, a następnie placówka Straży Granicznej I linii „Radomno”.
Od jesieni 1944 w miejscowości, przy kopaniu rowów przeciwczołgowych, pracowali skierowani tu przez nazistów niemieckich jeńcy wojenni ze stalagu I B w Królikowie (5 osób).

## Zabytki
- Zespół dworski wraz z zabudowaniami gospodarczymi z XIX w.
- Kościół parafialny Serca Jezusowego, zbudowany w latach 1903–1906, parafię erygowano już w XIV w.
- XIX-wieczny cmentarz.
- Dworzec kolejowy oddalony od centrum wsi o 2 km. Zbudowany w roku 1902 z czerwonej cegły, obecnie nieczynny.
- Szkoła podstawowa z cegły, zbudowana na początku XX w.
- Plebania z początku XX w.
- Dom mieszkalny – chałupa murowana z czerwonej cegły, kryta strzechą.
- Most drewniany łączący półwysep ze wsią przez jezioro.

## Inne informacje
Radomno leży na Drodze św. Jakuba, jednym z najważniejszych chrześcijańskich szlaków pielgrzymkowych na świecie, prowadzącym do Santiago de Compostella w Hiszpanii. Przez Radomno biegnie 17. etap szlaku Camino Polaco, jednego ze szlaków Drogi św. Jakuba w Polsce.

## Ludzie związani z miejscowością
W Radomnie 17 maja 1875 r. chirurg Ludwik Rydygier zawarł związek małżeński z Marią Borkowską.
W Radomnie 14 lutego 1879 r. urodził się niemiecko-kanadyjski pisarz i tłumacz Frederick Philip Grove (Felix Paul Greve).
25 marca 1879 r. w Radomnie urodził się Józef Dembieński – filomata pomorski, ksiądz katolicki, działacz społeczny i narodowy w okresie zaboru pruskiego i II Rzeczypospolitej.